# Липа
Ли́па (лат. Tília) — род древесных растений. Объединяет около сорока пяти видов деревьев и крупных кустарников, а также свыше сотни гибридогенных видов. Со времён Карла Линнея было описано свыше 350 видов, большинство которых позднее были сведены в синонимы ныне существующих таксонов.
По классической системе классификации Кронквиста род входит в семейство Липовых (Tiliaceae), но по результатам современных генетических исследований данное семейство в системе классификации APG II включили в ранге подсемейства в семейство Мальвовых.

## Ботаническое описание

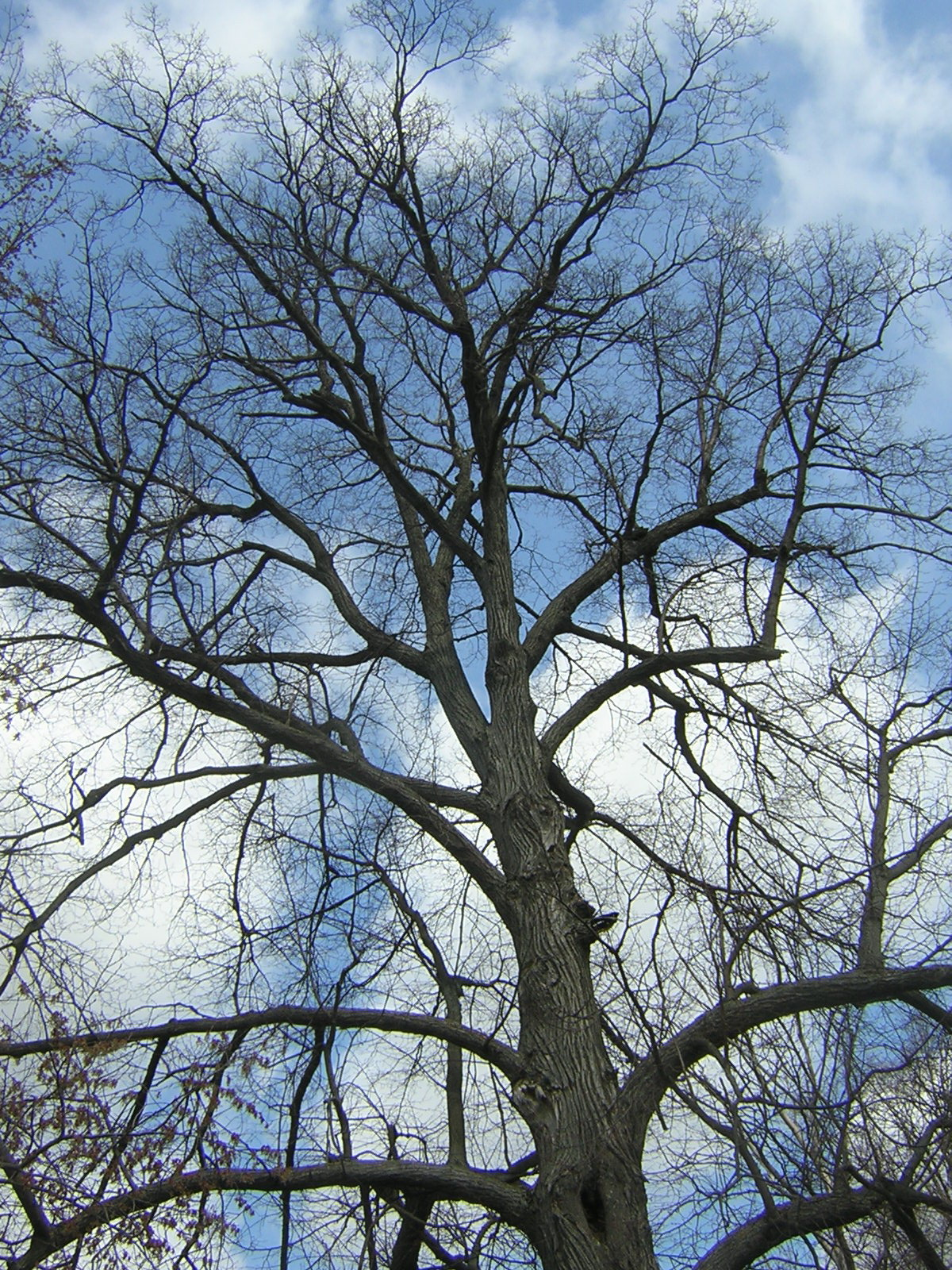
Липа. Крона. Май 2005. Савинский район Ивановской области

Листья очерёдные, косо-сердцевидные, сердцевидные, косо-овальные с более или менее выраженным пильчатым краем. При распускании листьев имеются прилистники, которые быстро опадают. У основания листа часто присутствуют экстрафлоральные нектарники.
Цветки по два и больше собраны в цимозные зонтиковидные соцветия, которые отходят от особого прицветного листа — непохожего на обычные листья, до половины прирастая к его пластинке. Чашечка и венчик пятичленные. Тычинки в большом числе, при основании срастаются в более или менее заметные пять пучков. При этом у некоторых видов лип часть тычинок не имеют пыльников, превращаясь в стаминодии. Завязь цельная, пятигнёздая, в каждом гнезде по две семяпочки. 

Формула цветка: {\displaystyle \ast K_{5}\;C_{5}\;A_{5+5+5+5}\;G_{({\underline {5}})}}

Плод ореховидный, вследствие недорастания семяпочек односемянной или двухсемянной. Зародыш в семенах с листовидными, лопастными или надрезанными семядолями.
|                                   |  |  |
| Диаграмма цветка, завязи и цветки |  |  |

## Распространение

Распространение липы на территории России и сопредельных государств (бывшего Союза ССР)

Представители рода распространены в умеренной, субтропической и отчасти тропической зонах северного полушария. Особенно большое разнообразие видов лип приурочено к Восточной и Юго-Восточной Азии. Например, только в Китае встречается 15 эндемичных видов. В умеренной зоне Европы, Азии и Северной Америки липа менее представлена.
Растёт лучше всего в тёплых и достаточно влажных районах: западном Закавказье, юге Дальнего Востока — Приморье; в Северной Азии как реликт третичного, доледникового возраста встречается в континентальных, удалённых от океанов районах — на юге Центральной Сибири (окрестности Красноярска); в центральных районах Западной Сибири. Северная граница ареала — до 60-66° с. ш. (самые северные естественные местонахождения липы в мире находятся в Норвегии — на 66° с. ш.). Лимитирующие факторы в распространении естественного ареала липы: на восток — усиление отрицательных температур в зимний период года; на юг — уменьшение уровня осадков в тёплый период года. Липа широко используется в озеленении городов и сёл.
Довольствуется весьма разнообразными почвами, но предпочитает богатые. Легко размножается семенами и вегетативно.

## Классификация
Согласно современным представлениям (2013), имеется около 45 видов лип. В европейской России и в Западной Сибири распространён вид Липа мелколистная. В Сибири, кроме него, встречаются Липа сибирская и Липа Нащокина, в Европе — Липа крупнолистная, Липа пушистая, на Кавказе — Липа опушённостолбиковая, на Дальнем Востоке — Липа амурская, Липа дальневосточная, Липа хабаровская, Липа Максимовича. Описанная Линнеем Липа европейская L. представляет собой гибрид липы мелколистной и плосколистной (Tilia cordata × Tilia platyphyllos). Существует немало и других гибридных видов, выведены различные сорта липы.
Наиболее известные представители рода отличаются следующими признаками:
- Tilia cordata — липа сердцевидная, или липа зимняя, или липа мелколистная Листья голые, с изнанки сизы, несут в углах нервов пучочки рыжих волосков, соцветия направлены кверху, содержат от 5 до 11 цветков, плоды тонкостенные, с неясными рёбрами. Бывают высотой до 30 м, возрастом — 120 лет, но могут достигать и гораздо большей старости. Известны липы, которым насчитывается до 800 и даже 1000 лет. Липа в России доходит до широты средней Финляндии, а оттуда северный предел её распространения понижается до северной оконечности Онежского озера (город Медвежьегорск, 62°55′ с. ш.), проходит через Архангельскую область, дальше понижается почти до Великого Устюга (60°45′32″ с. ш.); переходя через Уральский хребет, северный предел липы немного понижается к югу — до 57°47′ с. ш. в Западной Сибири. Самая восточная точка естественного ареала липы сердцевидной в России — Чаинский район Томской области (57°47′ с. ш. 82°39′ в. д.)[7].
- Tilia platyphyllos Scop. — липа крупнолистная, или липа плосколистная, или летняя липа — цветёт и имеет весеннее сокодвижение раньше предыдущей, листья её крупнее и пушистые, изнанка не сизая. Соцветия поникшие, плоды (орешки) с жёсткой скорлупой и 5 резкими рёбрами. Её распространение в России плохо известно. Здесь, по-видимому, она в дикорастущем состоянии попадается только на юго-западной окраине, далее выходит за её пределы в Польшу, так же как на Кавказе, достигает таких же размеров, как и зимняя. В парках и садах в России разводится с успехом.
- Tilia tomentosa — Липа войлочная растёт на Кавказе и в юго-западной России, а в остальной Европе — в восточной её части.
- Местами на Кавказе и местами в Крыму попадается ещё Tilia rubra DC., в садах и парках американская Tilia americana L..

Среди известных в Евразии видов лип (включая интродуцированные) можно указать:
- Tilia americana — Липа американская
- Tilia amurensis — Липа амурская
- Tilia begoniifolia — Липа бегониелистная (сведена в синонимы к Tilia dasystyla subsp. caucasica)
- Tilia caroliniana — Липа каролинская
- Tilia chinensis — Липа китайская
- Tilia chingiana — Липа коротколучистая
- Tilia cordata — Липа сердцевидная, или Липа мелколистная, или Липа зимняя
- Tilia dasystyla — Липа шерстистостолбиковая
- Tilia henryana — Липа Генри
- Tilia heterophylla — Липа разнолистная
- Tilia hupehensis — Липа хубейская
- Tilia insularis — Липа островная
- Tilia intonsa — Липа оголённая
- Tilia japonica — Липа японская
- Tilia mandshurica — Липа маньчжурская
- Tilia maximowicziana — Липа Максимовича
- Tilia mexicana — Липа мексиканская (сведена в разновидность к Tilia americana var. mexicana)
- Tilia miqueliana — Липа Микеля
- Tilia mongolica — Липа монгольская
- Tilia nasczokinii — Липа Нащокина
- Tilia nobilis — Липа благородная
- Tilia occidentalis — Липа западная
- Tilia oliveri — Липа Оливьера
- Tilia paucicostata — Липа малореберная
- Tilia platyphyllos — Липа плосколистная, или Липа крупнолистная, или Липа летняя
- Tilia rubra — Липа красная (сведена в разновидность Tilia platyphyllos var. rubra)
- Tilia sibirica — Липа сибирская
- Tilia taquetii — Липа Таке
- Tilia tomentosa — Липа пушистая, или Липа войлочная, или Липа серебристая, или Липа венгерская
- Tilia tuan — Липа туан

Гибриды и культивары (культурные разновидности)
- Tilia × europaea typus — Липа европейская, или Липа обыкновенная, или Липа сердцелистная [syn. Tilia × vulgaris] (Tilia cordata × Tilia platyphyllos)
- Tilia × euchlora — Липа окрашенная (Tilia dasystyla × Tilia cordata)
- Tilia × petiolaris — Липа черешчатая (Tilia tomentosa × Tilia sp.)

### Древесина
Древесина липы высоко ценится для разных поделок и построек (не требующих высокой прочности). Громадные липовые стволы, достигающие свыше 2 м в диаметре, идут в Закавказье на чаны для выдавливания винограда.
В России ранее, вплоть до середины XX века, липа шла главным образом на лыко, то есть на добывание луба, дающего, кроме лубков, ещё мочало, идущее на циновки, рогожи, кули, а также на лапти. Громадное употребление лыка приводило к истреблению липовых лесов во многих местах, где липа была ещё сравнительно очень недавно весьма обильна. Дело в том, что для добычи луба приходится губить целое дерево, а восстановление липовых лесов, хотя и происходит быстро, с помощью побегов от ствола и сеянцами, но далеко не в той степени, в которой идёт их вырубка.
Древесина липы часто идёт на изготовление музыкальных инструментов, в частности, на деки электрогитар.
Липа давно и широко используется в резьбе по дереву, поскольку легко режется и обладает чистой белой древесиной. В частности, в царские времена мошенники вырезали из липы копии царских (княжеских) печатей (отсюда и выражение — «липовая печать», или просто «липа» — подделка).
Древесина у липы мягкая, не коробится, легко поддаётся обработке и поэтому идёт на изготовление фанеры, мебели, чертёжных досок, сапожных колодок, бочковой тары, долблёной посуды.

### Липовый цвет
Липовый цвет (высушенные цветы липы) заготавливают в июне — июле, во время цветения липы. Сбор цветков необходимо проводить только в сухую погоду днем после опадания росы. В среднем из 1 кг свежих цветов получается около 300 г сухого сырья. Этого количества вполне достаточно на 1—2 года для небольшой семьи. При правильном хранении сырьё не теряет своих свойств в течение 3 лет.
Препараты, приготовленные из липового цвета, повышают мочеотделение, потоотделение, улучшают выделение желудочного сока, увеличивают секрецию пищеварительных желез и облегчают отток желчи. Народная медицина издавна использует липовый цвет при простуде, лихорадочных состояниях, гриппе и бронхите. Лечебное воздействие липового цвета подтверждено при тревожных состояниях и повышенной нервной возбудимости. Результаты исследований свидетельствуют о противосудорожном действии липы, что подтверждает возможность её применения при заболеваниях центральной нервной системы.

### Мёд
Липа — важнейший медонос. В ряде местностей Центральной России и на Дальнем Востоке России даёт пчёлам главный и первоклассный взяток, но в иных выделяет нектар слабо и не играет в медосборе почти никакой роли. Мёдопродуктивность зависит от светового режима. Максимальный взяток дают деревья находящиеся лишь при полном освещении.
Липовый мёд пчелы делают из нектара зеленовато-жёлтых цветков липы, которую за её высокие медоносные качества народ справедливо прозвал царицей медоносных растений: с одной цветущей липы среднего возраста, растущей в благоприятных условиях, в оптимальную погоду пчёлы вырабатывают 16 (по другим данным, до 30 и более) кг высокосортного мёда, а с 1 га цветущих лип — 1000 кг мёда и более. Каждый цветок липы способен дать 25 мм³ нектара.
Липовый мёд считается одним из лучших сортов. Свежеоткачанный мёд из незапечатанных сотов острый на вкус, а из запечатанных (созревший в улье) очень душист, прозрачен, слабо-жёлтого или зеленоватого цвета. Содержит 39,27 % левулезы и 36,05 % глюкозы. Пчёлы посещают цветки липы чаще утром и перед вечером, то есть тогда, когда обильно выделяется нектар.
Башкирский мёд, так называемый липец, бесцветен, при кристаллизации становится белой, с золотистым оттенком крупнозернистой массой. Амурский (дальневосточный) мёд — мутновато-желтоватого цвета. Все образцы липового мёда имеют превосходный, несколько резкий специфический аромат и приятный вкус, несмотря на то, что в первый момент они дают ощущение слабой горечи.
В народной медицине липовый мёд рекомендуется при простудных заболеваниях, главным образом как потогонное средство.

## Образ в культуре

### В фольклоре
У славян липа нередко фигурирует в преданиях и заговорах, выступает как элемент обрядовых действий. В преданиях и «быличках» дерево упоминается в качестве оберега от ведьм, водяных и прочей нечисти. При этом, само определение липовый в фольклоре часто имеет значение «недолговечный, слабый», в соответствии с представлением о прочности липовой древесины.
В устном народном творчестве марийцев липа выступает в качестве обобщенного образа женственности, а также как символ родства и дружбы.
Образ липы широко используется и в поэтическом фольклоре германцев (как «дерево любви и страданий»).

### Геральдика
Липа является геральдическим растением Чехии (Чехословакии). Изображения липовых ветвей, отдельные листья встречаются на чешских государственных наградах и медалях, в городской и государственной геральдике.
Изображение липы, её ветвей и листьев встречается во многих гербах.

Герб Липецкой области (Российская Федерация)
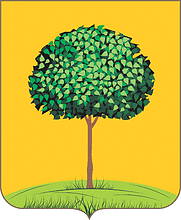
Герб города Липецка (Российская Федерация)
Герб города Мариехамна (Финляндская Республика)
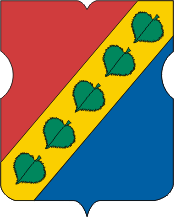
Герб Зюзина (Российская Федерация)
Большой герб Праги, где щитодержатели стоят на липовых ветвях.
Герб города Лиепая (Латвия)

### Нумизматика

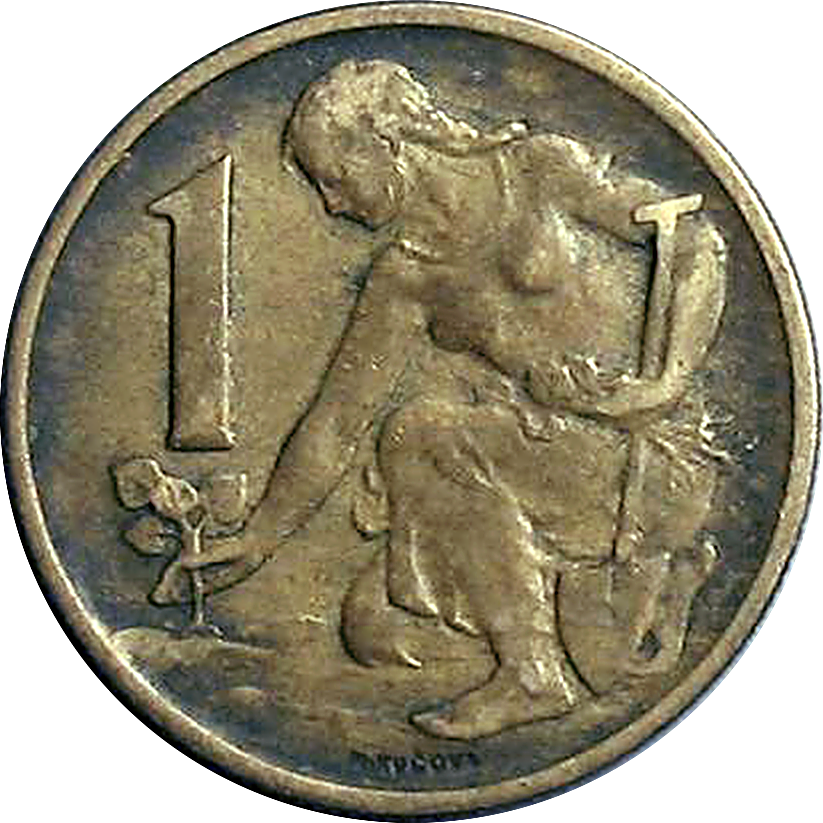
Реверс чехословацкой 1 кроны

- Изображение ветвей липы чеканилось на многих разменных монетах Чехословакии. На реверсе монеты достоинством в одну чехословацкую крону была изображена босоногая женщина с лопатой, сажающая молодую липу.
- Изображение листка липы чеканилось на чешской монете достоинством в 20 геллеров (находилась в обращении с 12 мая 1993 года по 31 октября 2003 года)[21].
- Липа (хорв. lipa) — производная денежная единица и разменная монета достоинством в одну сотую хорватской куны. На аверсах современных хорватских монет достоинством в 1, 2, 5, 10, 20, 50 лип изображены листья и плоды липы[22].
- 2 июля 2007 года в рамках серии «Российская Федерация» Центральный банк Российской Федерации выпустил памятную монету достоинством в 10 рублей «Липецкая область». На её реверсе присутствует изображение липы (как фигуры герба Липецкой области)[23].
- Федеральное правительство Германии 27 января 2010 года одобрило выпуск серии золотых монет «Немецкий лес» (нем. Deutscher Wald). В рамках этой серии на 2015 год намечен выпуск монеты достоинством в 20 евро «Липа» (Linde)[24].

## В астрономии
В честь липы назван астероид (1229) Тилия, открытый 9 октября 1931 года немецким астрономом Карлом Райнмутом в Гейдельбергской обсерватории.

## Календарь
От названия липы образованы названия летних месяцев в некоторых языках народов Европы:
| Язык               | Название дерева | Название месяца | Название месяца на русском языке |
| ------------------ | --------------- | --------------- | -------------------------------- |
| Праславянский язык | нет данных      | *lipьnь         | июль                             |
| Белорусский язык   | ліпа            | ліпень          | июль                             |
| Боснийский язык    | lipa            | lipanj          | июнь                             |
| Литовский язык     | liepa           | liepa           | июль                             |
| Польский язык      | lipa            | lipiec          | июль                             |
| Силезский язык     | нет данных      | lipjec          | июль                             |
| Украинский язык    | липа            | липень          | июль                             |
| Хорватский язык    | lipa            | lipanj          | июнь                             |

Название немецкого города Лейпциг (нем. Leipzig) восходит к верхнелужицкому Lipsk, образованному от названия дерева «lipa».

## Галерея

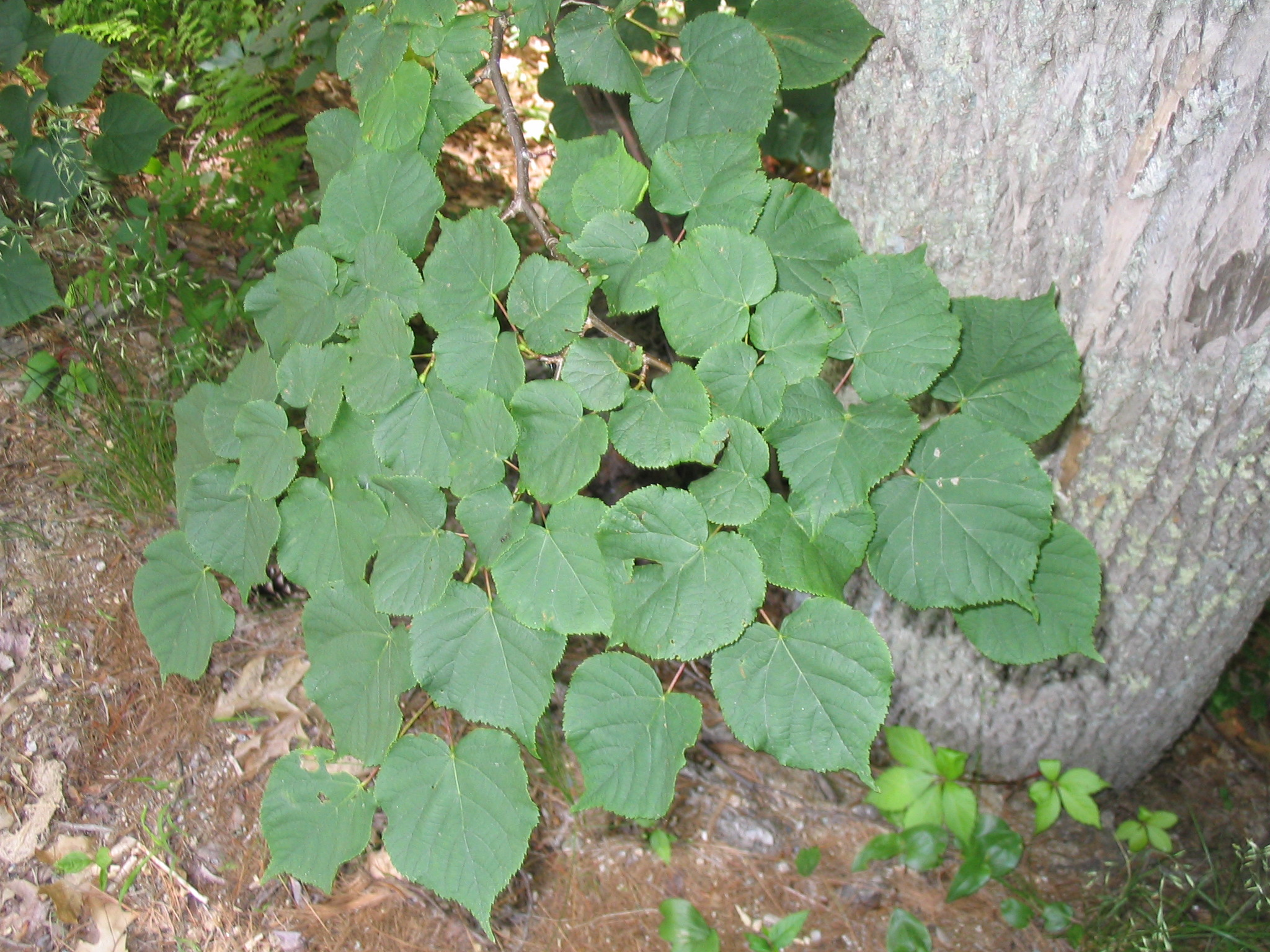
Липа американская
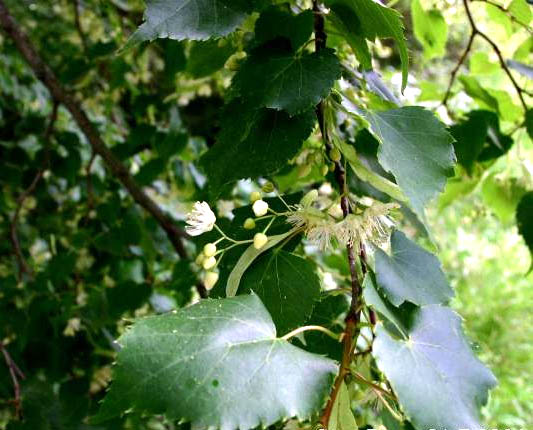
Липа сердцевидная
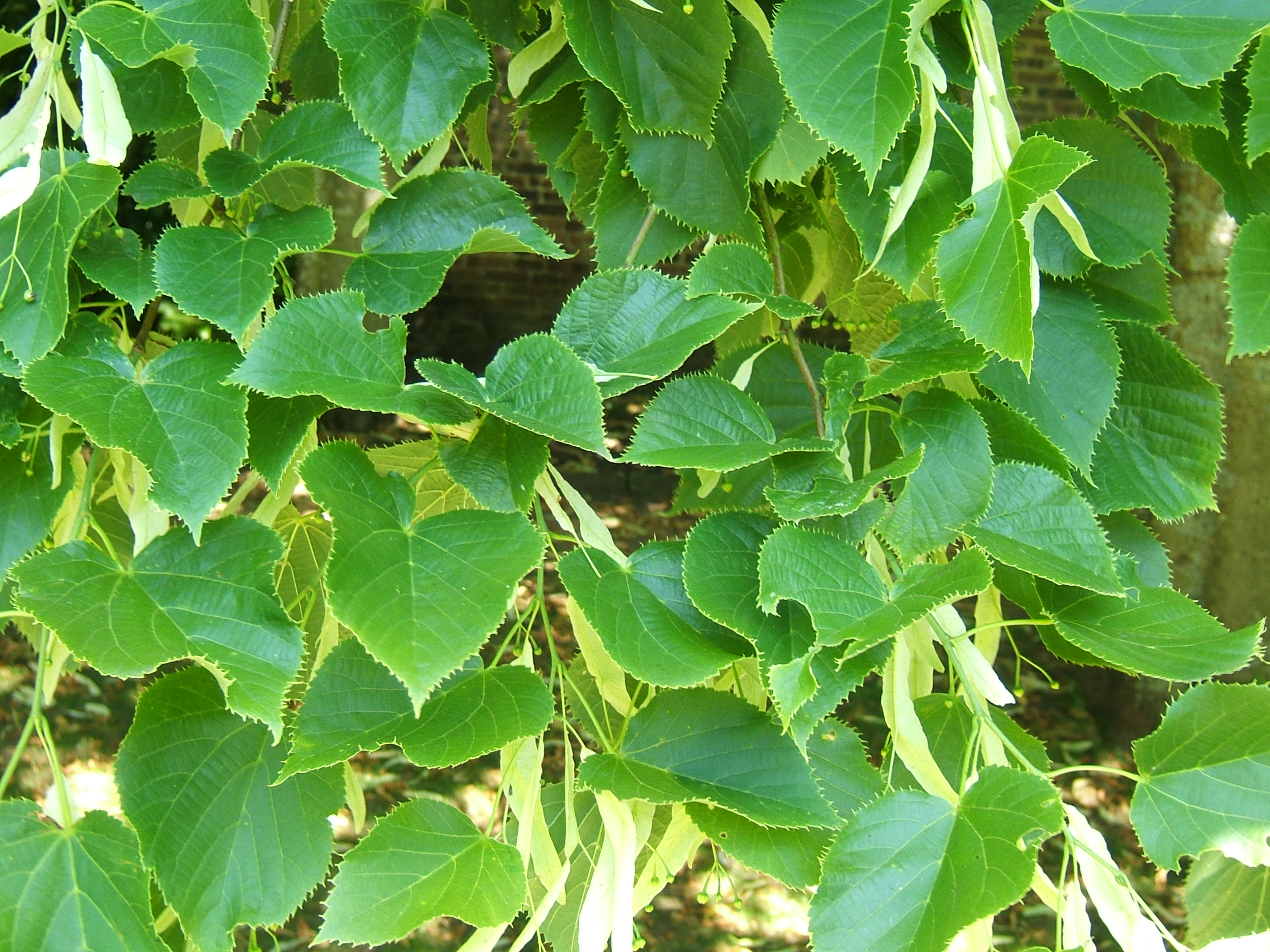
Липа Генри
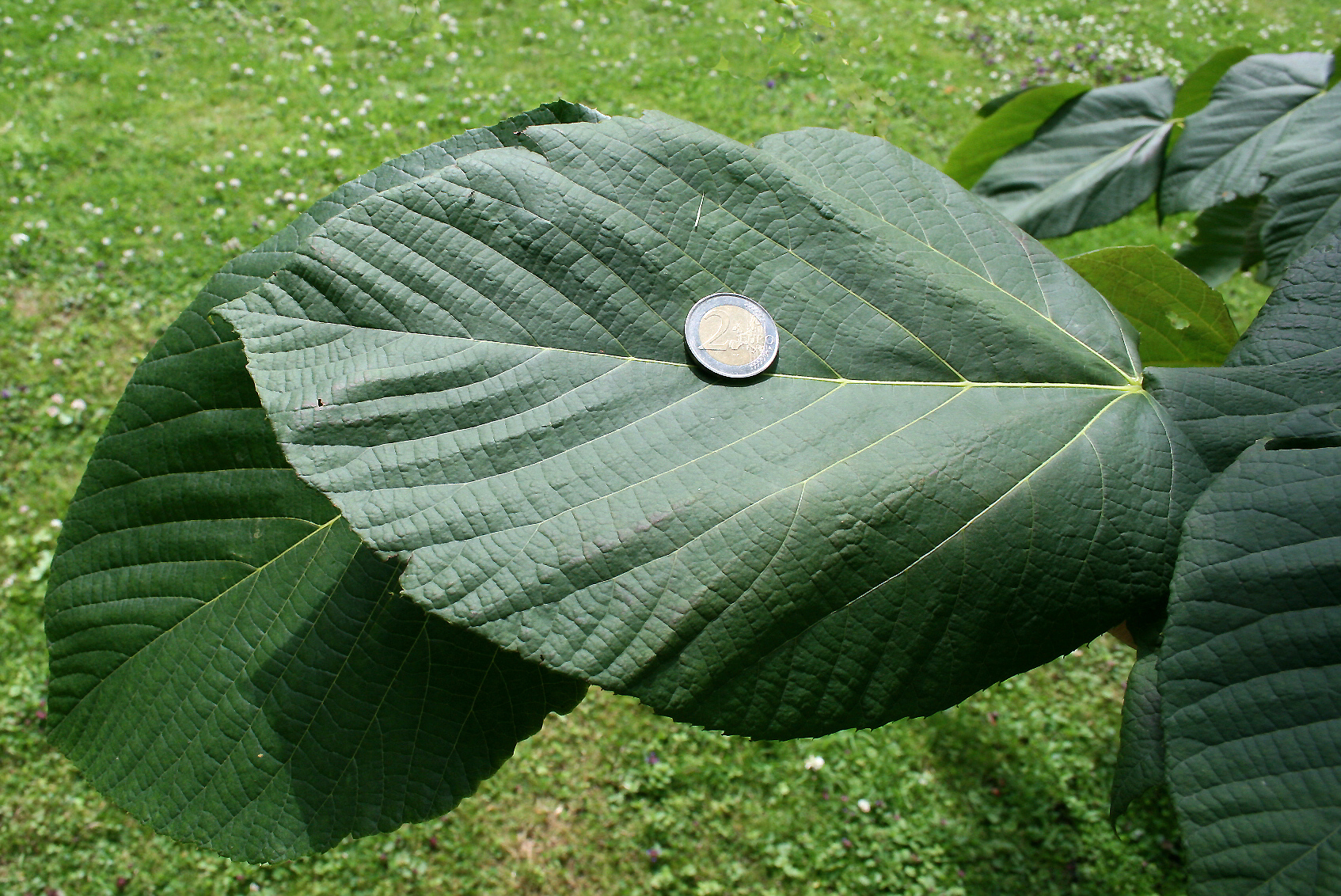
Липа гетерофилла (син. T. monticola)
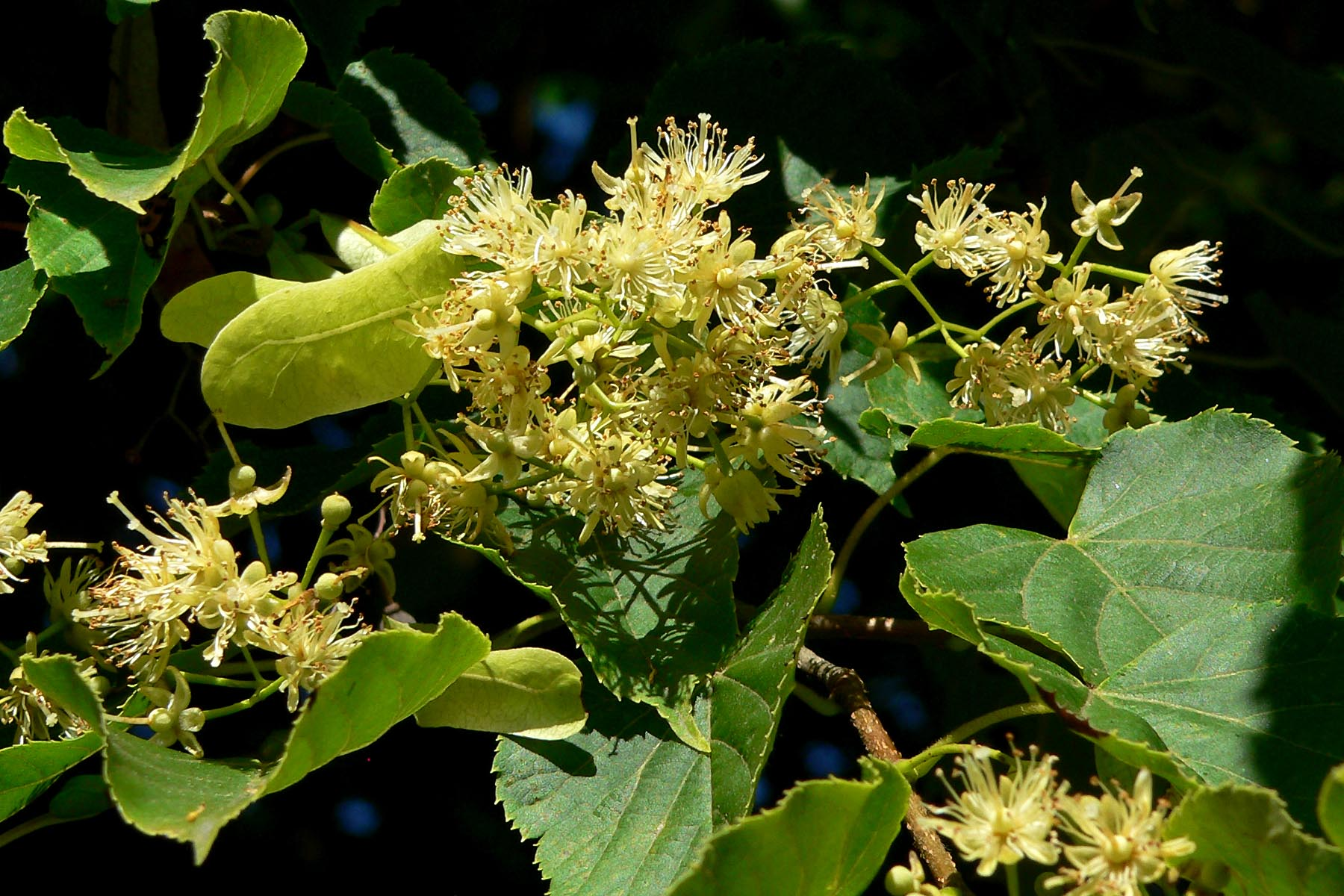
Tilia insularis
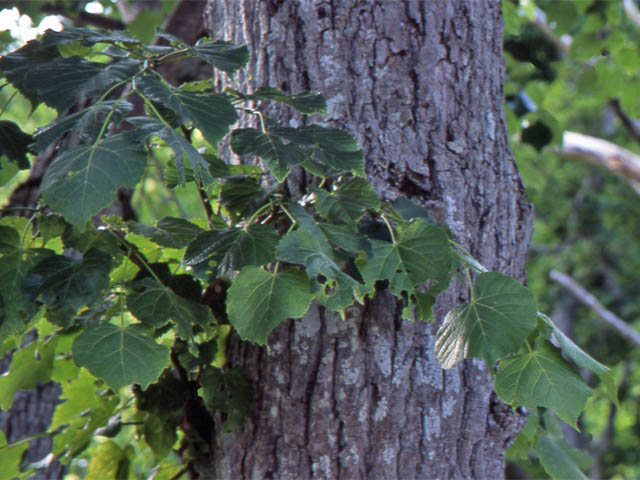
Липа японская
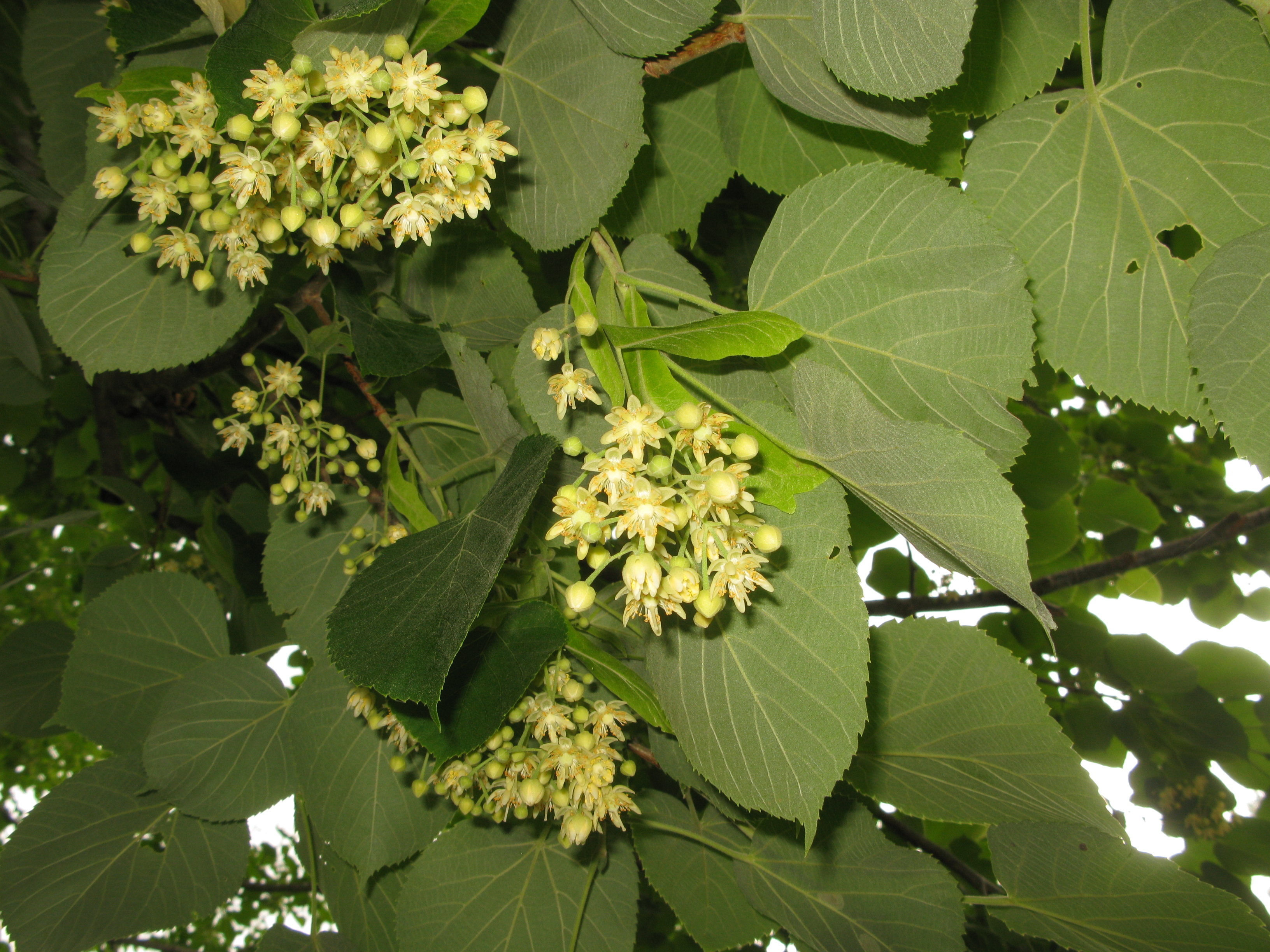
Липа Максимовича
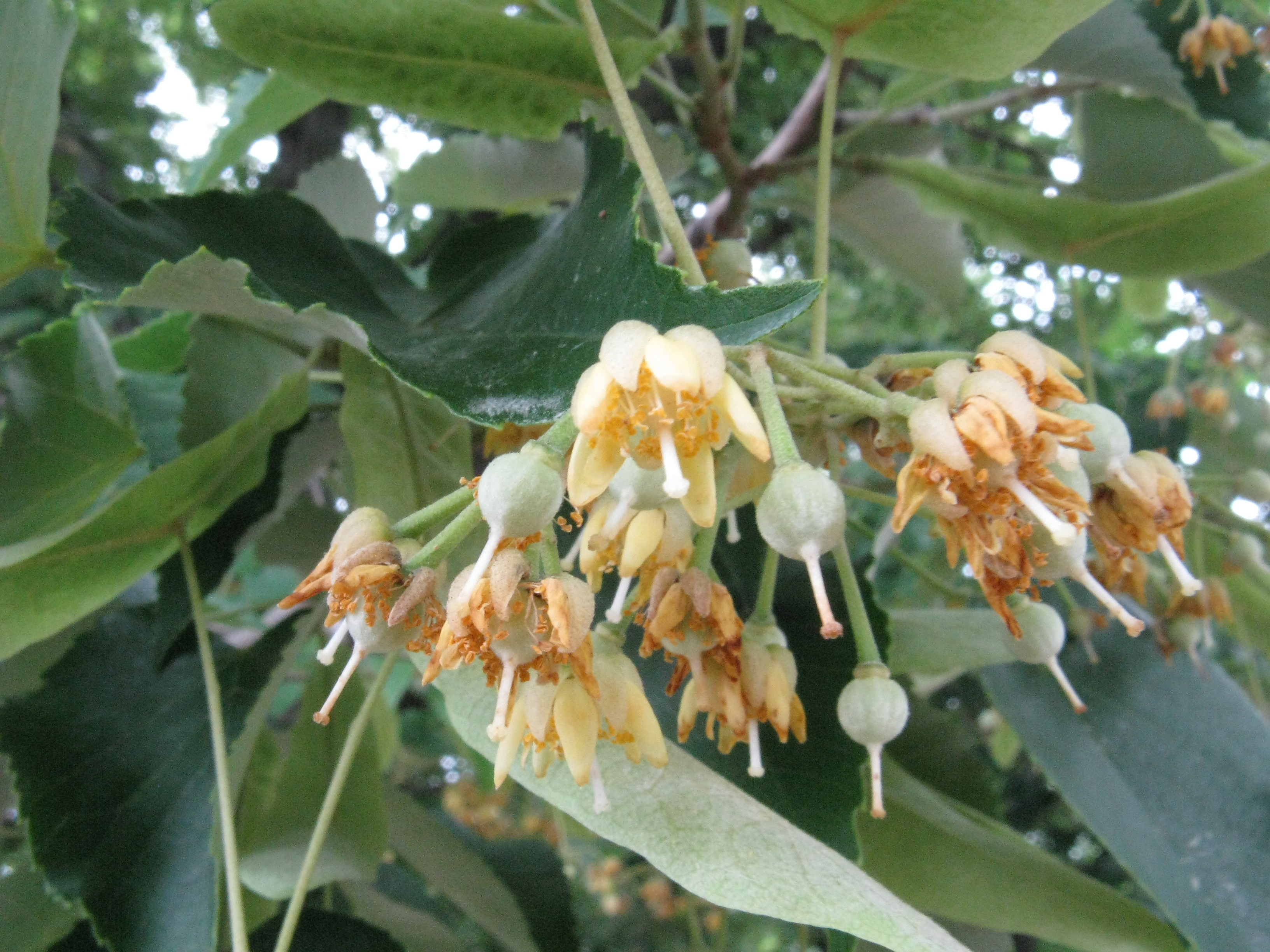
Липа Микелиана
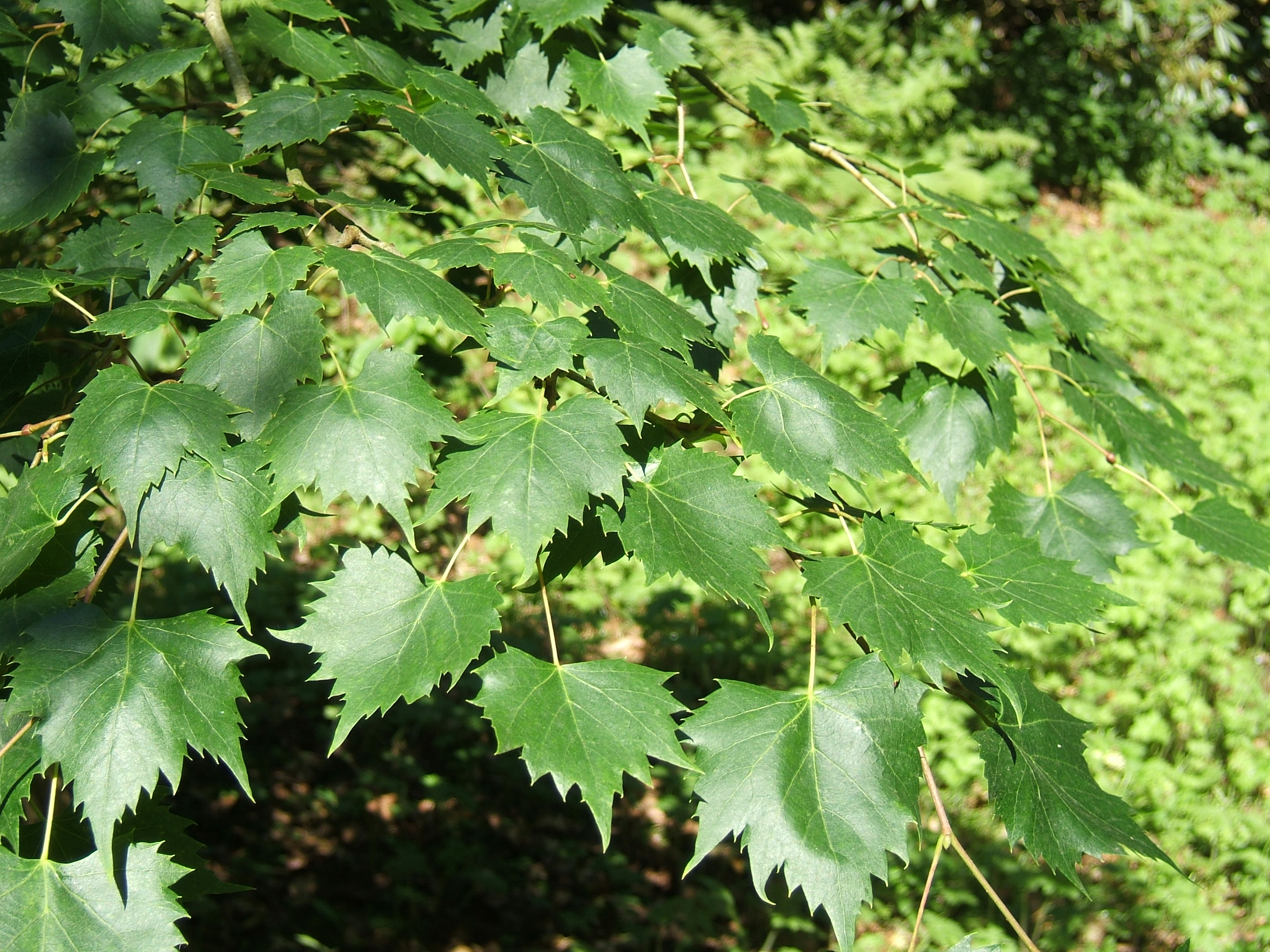
Липа монгольская
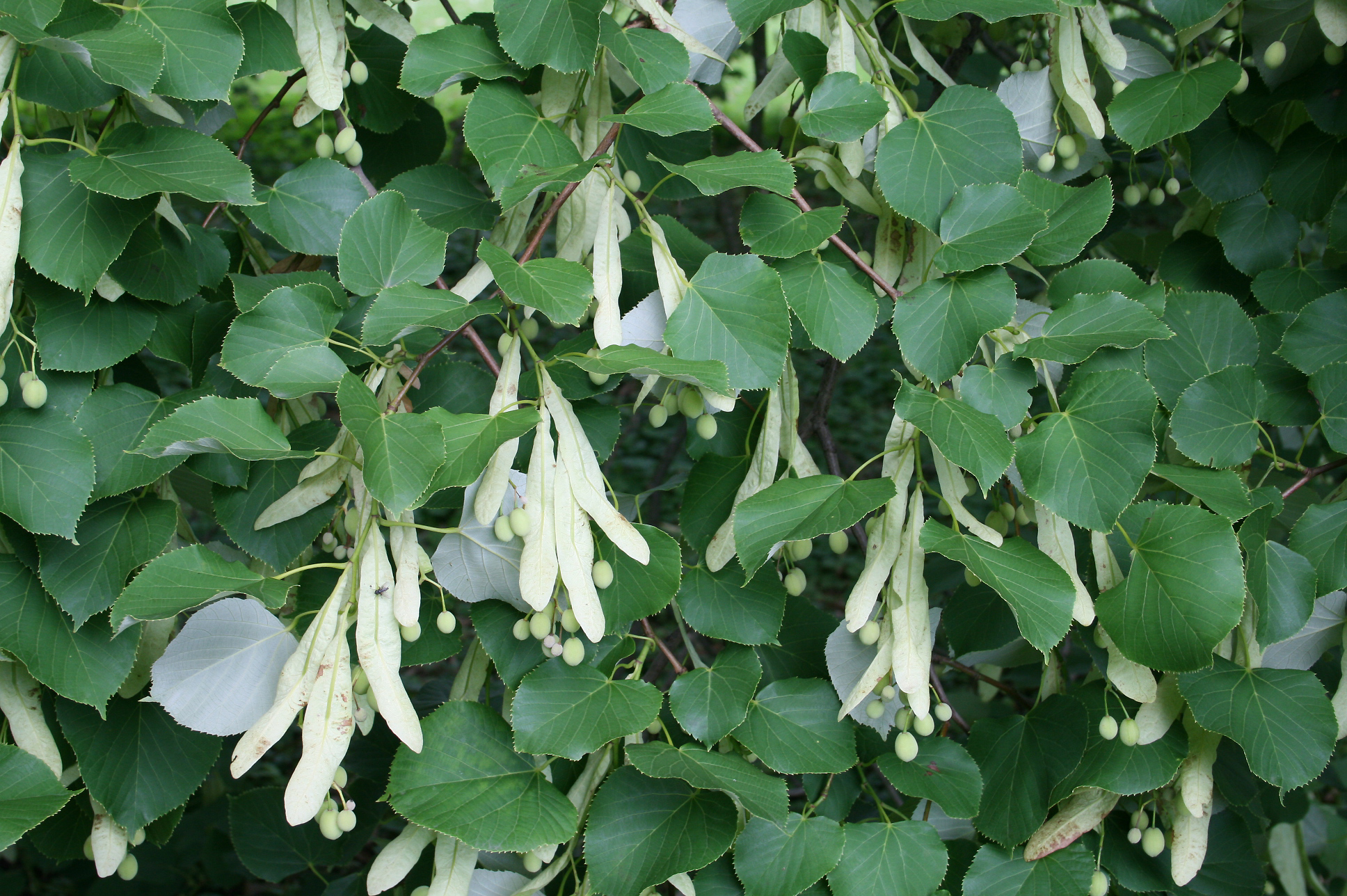
Липа оливери
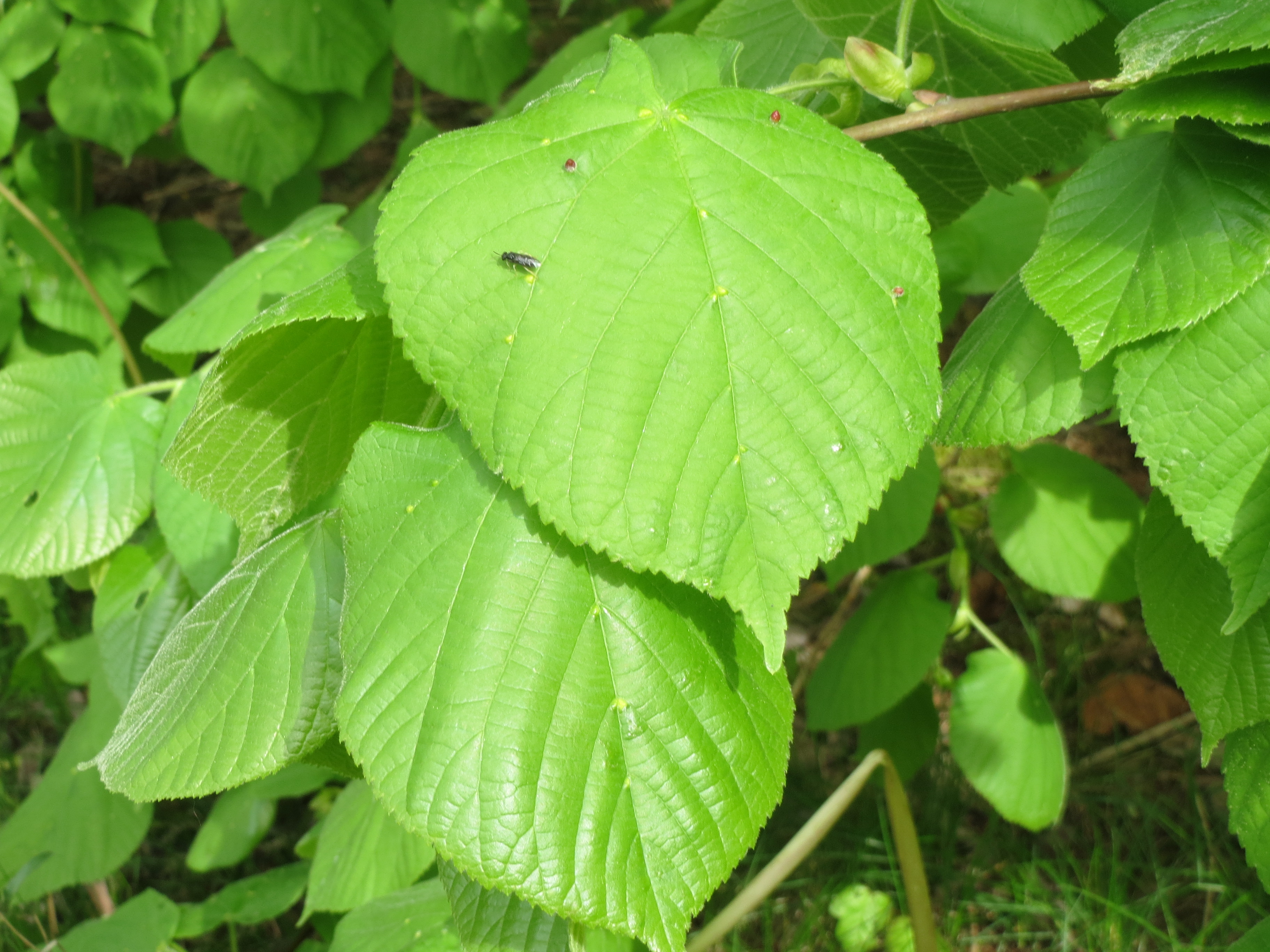
Липа крупнолистная
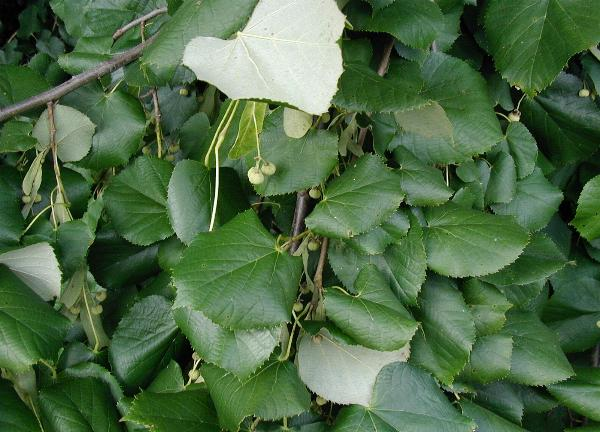
Липа пушистая